# Ran Faber
Ran Faber (Heerenveen, 16 april 2002) is een Nederlands korfballer. Hij speelt op het hoogste niveau korfbal namens LDODK in de Korfbal League. In 2021, 2022 en 2023 won Faber de prijs van Beste Korfballer onder de 21 jaar.

## Spelerscarrière
Faber werd geboren in Heerenveen, maar woonde in Terwispel. Hij begon korfbal op zijn vierde , bij het nabij gelegen LDODK. Hier doorliep hij de jeugdteams.
Toen Faber 17 jaar was, in 2019 werd Faber toegevoegd aan de hoofdselectie van LDODK.
In seizoen 2020-2021 debuteerde Faber, op 18-jarige leeftijd, in het eerste van LDODK in de Korfbal League. Van coach Henk Jan Mulder kreeg hij het vertrouwen en werd Faber basisspeler. In dit seizoen, dat anders was opgezet dan normaal vanwege de coronapandemie, plaatste LDODK zich voor de play-offs. In de best-of-3 serie verloor LDODK tegen het Delftse Fortuna. Wel was er individueel succes voor Faber dit seizoen, want hij werd onderscheiden met de prijs van Beste Korfballer onder de 21 Jaar.
In zijn tweede seizoen in de basis, seizoen 2021-2022, maakte LDODK een rommelig seizoen door. Al in december 2021 brak de clubleiding met de net nieuw aangestelde coach Dico Dik. LDODK wist zich wel nog te plaatsen voor de kampioenspoule, maar hier kwam de ploeg tekort. De ploeg werd 5e in de kampioenspoule, wat niet voldoende was voor de play-offs.
Faber werd dit seizoen de derde topscoorder van het team, achter Christian Dekkers en Erwin Zwart. 
Iets later, in de veldcompetitie werd LDODK 2e in Poule A. Hierdoor stond LDODK in de kruisfinale. Echter verloor het tegen PKC met 17-15.
Wel was er wederom individueel succes voor Faber. Zo won hij voor het tweede jaar op rij de prijs van Beste Korfballer onder de 21 Jaar. Dit was een unicum dat dezelfde speler meer dan 1 keer deze prijs ontving.
In seizoen 2022-2023 had LDODK een wisselvallig seizoen. Zo had de ploeg zich voorafgaand aan het seizoen versterkt met international Harjan Visscher, maar kreeg de ploeg al in de 2e speelronde te maken met een zware blessure van Erwin Zwart.
De ploeg stond uiteindelijk na de reguliere competitie met 22 punten op de vierde plek, waardoor het zich nipt plaatste voor de play-offs. LDODK moest in de play-offs aantreden tegen het als nummer 1 geplaatste PKC. In de best-of-3 serie verloor LDODK in 2 wedstrijden, waardoor het seizoen in mineur eindigde. Wel was er wederom individueel succes voor Faber ; hij won voor het derde seizoen op rij de Prijs van Beste Speler onder 21 Jaar. Dit was nog nooit eerder 1 speler overkomen.
Seizoen 2023-2024 werd voor LDODK een seizoen met twee gezichten. De ploeg was voor aanvang van het seizoen versterkt met international Terrenc Griemink en zo had de ploeg op papier een sterke selectie. Gedurende het zaalseizoen stond de ploeg met regelmaat op de eerste plek. Uiteindelijk haalde LDODK 27 punten uit 18 duels en op basis van onderling resultaat eindigde de ploeg 2e van de competitie. Hierdoor plaatste LDODK zich voor het tweede jaar op rij de play-offs. Tegenstander in de play-off serie was DVO. LDODK had thuisvoordeel in de play-off serie, maar dat bleek geen positief effect te hebben; LDODK verloor twee wedstrijden op rij en was zodoende uitgeschakeld in de race voor de zaalfinale. Na dit seizoen nam LDODK afscheid van spelers Erwin Zwart en Marjolijn Kroon.
Het seizoen 2024-2025 begon iets anders dan voorgaande jaren. LDODK had met Jan Niebeek (voormalig bondscoach) een nieuwe hoofdcoach en met een vernieuwd trainingsschema waren de verwachingen voor LDODK hoog. De ploeg had een sterk zaalseizoen en  eindigde als 3e, met slechts 1 punt verschil met de nummer 2, Fortuna. In de play-off serie tegen Fortuna verloor LDODK de eerste wedstrijd, maar won het de tweede. Hierdoor moest een derde en beslissende wedstrijd gespeeld worden. In deze wedstrijd verloor LDODK met 25-18 waardoor LDODK alsnog met lege handen stond.
Iets later, in de veldcompetitie verzuimde LDODK om 1e te worden in de poule. Hierdoor plaatste de ploeg zich niet voor de kruisfinales.

## Erelijst
- Beste korfballer onder 21 jaar, 3x (2021, 2022, 2023)
- NK 1 tegen 1 kampioen, 2x (2022, 2024)
- Most Valuable Player (MVP) WK 2023

## Oranje
Faber speelde voor Jong Oranje, maar kreeg in april 2022 een selectiestatus van het grote Nederlands team. Sinds september 2022 is Faber volwaardig international.
Faber won een gouden medaille op de volgende internationale toernooien:
- WK 2023
- EK 2024
- World games 2025